# بازگشت مری پاپینز
بازگشت مری پاپینز (انگلیسی: Mary Poppins Returns) یک فیلم در ژانر موزیکال فانتزی به کارگردانی راب مارشال و محصول سال ۲۰۱۸ انگلستان است. فیلم‌نامه این فیلم توسط دیوید مگی بر اساس داستانی از راب مارشال و جان دلوکا و با اقتباس از مجوعه کتاب مری پاپینز نوشته پی. ال. تراورس به رشته تحریر درآمده و دنباله‌ای بر فیلم کلاسیک مری پاپینز (۱۹۶۴) می‌باشد. با فاصله ۵۴ ساله؛ بازگشت مری پاپینز یکی از طولانی‌ترین زمان‌ها را در ساخت دنباله یک اثر در تاریخ سینما به خود اختصاص داده‌است. در این فیلم امیلی بلانت در نقش اصلی یعنی مری پاپینز ظاهر شده‌است. لین-منیول میراندا، بن ویشاو، امیلی مورتیمر، جولی والترز، دیک ون دایک، آنجلا لنسبوری، کالین فرث و مریل استریپ از دیگر بازیگران فیلم هستند. دیک ون دایک تنها بازیگر فیلم است که در نسخه اصلی هم حضور داشت و در این فیلم در نقش پسر خودش ظاهر می‌شود. وقایع فیلم در لندن ۱۹۳۰ و ۲۵ سال بعد از حوادث فیلم نخست اتفاق می‌افتد و داستان مری پاپینز، پرستار سابق جین و مایکل را دنبال می‌کند که بعد از یک فاجعه خانوادگی قصد بازگشت به زندگی عادی را دارد.
خبر تولید رسمی بازگشت مری پاپینز در سپتامبر ۲۰۱۵ اعلام شود. حدود یک ماه بعد راب مارشال به عنوان کارگردان انتخاب شد و امیلی بلانت هم در فوریه ۲۰۱۶ به پروژه پیوست. فیلمبرداری فیلم به مدت ۵ ماه و از فوریه تا ژوئیه ۲۰۱۷ به طول انجامید. استودیوهای شپرتون واقع در ساری لوکیشن اصلی فیلم می‌باشد.
بازگشت مری پاپینز نخستین بار در سالن تئاتر دالبی لس آنجلس و در تاریخ ۲۹ نوامبر ۲۰۱۸ به روی پرده رفت. فیلم اکران جهانی خود را از ۱۹ دسامبر ۲۰۱۸ آغاز خواهد کرد. استودیو سینمایی والت دیزنی مسئولیت اکران فیلم را برعهده دارد. فیلم با واکنش بسیار مثبت منتقدان همراه بود و از نطر تیم بازیگری و به خصوص هنرنمایی امیلی بلانت مورد توجه قرار گرفت. هیئت ملی بازبینی فیلم، بازگشت مری پاپینز را جزو ۱۰ فیلم برتر سال ۲۰۱۸ دانست. این فیلم در هفتاد و ششمین مراسم گلدن گلوب در چهار رشته بهترین فیلم موزیکال یا کمدی، بهترین بازیگر زن فیلم موزیکال یا کمدی (امیلی بلانت)، بهترین موسیقی متن و بهترین بازیگر مرد فیلم موزیکال یا کمدی (لین-منیول میراندا) نامزد دریافت جایزه شد اما نتوانست هیچ‌کدام از آن‌ها را به‌دست آورد. همچنین فیلم در نود و یکمین دوره جوایز اسکار در چهار رشته نامزد جایزه اسکار شده‌است: بهترین موسیقی متن، بهترین ترانه (جایی که چیزهای گمشده می‌روند)، بهترین طراحی صحنه و بهترین طراحی لباس. بازگشت مری پاپینز در گیشه به فروش خوبی رسید و ۳۴۹ میلیون دلار در سراسر جهان فروش کرد در حالی که بودجه ساخت آن ۱۳۰ میلیون دلار بوده‌است.

## داستان
این صحنه در لندن و در دوران رکود بزرگ اتفاق می افتد. مایکل بنکس پس از مرگ همسرش کیت ، یک سال قبل ، در خانه کودکی خود با سه فرزندش جان ، آنابل و جورجی زندگی می کند. مایکل از کارفرمای خود ، بانک Fiduciary Fiduciary وام گرفته و سه ماه از پرداخت عقب مانده است...

## بازیگران
- امیلی بلانت در نقش مری پاپینز
- لین-منیول میراندا در نقش جک
- بن ویشاو در نقش مایکل بنکس
- مریل استریپ در نقش تاپسی
- امیلی مورتیمر در نقش جین بنکس
- کالین فرث
- دیک ون دایک